# Equació diferencial de Bernoulli
Vegeu «Principi de Bernoulli» per a informació sobre l'equació en el camp de la dinàmica de fluids.
En matemàtiques, s'anomena equació diferencial de Bernoulli (o sovint equació de Bernoulli) a una equació diferencial ordinària de la forma 
{\displaystyle y'+P(x)y=Q(x)y^{n}\,}
Per resoldre aquesta equació, s'han de seguir els següents passos:
Dividir entre {\displaystyle y^{n}}:
{\displaystyle {\frac {y'}{y^{n}}}+{\frac {P(x)}{y^{n-1}}}=Q(x).} (1)
Fer un canvi de variables amb
{\displaystyle w={\frac {1}{y^{n-1}}}}
i
{\displaystyle w'={\frac {(1-n)}{y^{n}}}y'.}
Després de substituir, s'aconsegueix l'equació diferencial de primer ordre
{\displaystyle {\frac {w'}{1-n}}+P(x)w=Q(x)} (2)
que es pot resoldre fent servir el factor d'integració
{\displaystyle M(x)=e^{(1-n)\int P(x)dx}}

## Exemple
Donada l'equació de Bernoulli següent 
{\displaystyle y'-{\frac {2y}{x}}=-x^{2}y^{2}}
Després de dividir per {\displaystyle y^{2}}, aconseguim
{\displaystyle y'y^{-2}-{\frac {2}{x}}y^{-1}=-x^{2}}
de manera que el canvi de variables és 
{\displaystyle w={\frac {1}{y}}} i {\displaystyle w'={\frac {-y'}{y^{2}}}}
Això porta a
{\displaystyle w'+{\frac {2}{x}}w=x^{2}}
que es pot resoldre fent servir el factor d'integració
{\displaystyle M(x)=e^{2\int {\frac {1}{x}}dx}=x^{2}}
Després de multiplicar les dues bandes per {\displaystyle M(x)} es té que
{\displaystyle w'x^{2}+2xw=x^{4},\,}
i es pot observar que la banda esquerra és la derivada de {\displaystyle wx^{2}} (recordant que {\displaystyle w} és una funció de {\displaystyle x}). Integrant a les dues bandes, es troba
{\displaystyle \int (wx^{2})'dx=\int x^{4}dx}
que dona 
{\displaystyle wx^{2}={\frac {1}{5}}x^{5}+C,}
{\displaystyle {\frac {1}{y}}x^{2}={\frac {1}{5}}x^{5}+C}
i finalment 
{\displaystyle y={\frac {x^{2}}{{\frac {1}{5}}x^{5}+C}}}